# Aslauga leonae
Aslauga leonae är en fjärilsart som beskrevs av Aurivillius 1920. Aslauga leonae ingår i släktet Aslauga och familjen juvelvingar. Inga underarter finns listade i Catalogue of Life.